# La Haciendita, Chilpancingo de los Bravo
La Haciendita är en ort i Mexiko.   Den ligger i kommunen Chilpancingo de los Bravo och delstaten Guerrero, i den södra delen av landet, 250 km söder om huvudstaden Mexico City. La Haciendita ligger 646 meter över havet och antalet invånare är 374.
Terrängen runt La Haciendita är huvudsakligen kuperad, men åt sydost är den bergig. Runt La Haciendita är det ganska tätbefolkat, med 72 invånare per kvadratkilometer. Närmaste större samhälle är Tierra Colorada, 5,5 km sydväst om La Haciendita. I omgivningarna runt La Haciendita växer huvudsakligen savannskog.